# Elias Saba
Pour les articles homonymes, voir Saba (homonymie).
Elias Saba, en arabe : إلياس سابا, né le 10 juillet 1932 à Beyrouth et mort le 22 mai 2023, est un homme politique et un économiste libanais.

## Biographie
Membre du gouvernement de Saëb Salam entre 1970 et 1972, au poste de ministre des Finances, Elias Saba en devient même vice-Premier ministre et obtient aussi le portefeuille de la Défense. Ce n'est qu'en 1972, durant sa présence au ministère des Finances, que le Liban a connu sa meilleure année de boom économique de l’avant-guerre.
Premier politicien à avoir critiqué et participé à la chute de l'accord Libano-israélien du 17 mai 1983, il est nommé député en 1991 et devient un des opposants les plus acharnés aux options politiques du Premier ministre Rafiq Hariri et se rapproche des rivaux de ce dernier, Salim El-Hoss et Omar Karamé.
Le 26 octobre 2004, il lance avec quelques collègues l’Association Libanaise de l’Économie. Le jour même le Président Émile Lahoud et le Premier ministre Omar Karamé le nomment ministre des Finances dans le nouveau gouvernement.
Aux affaires, il retire le projet de budget déposé par son prédécesseur, Fouad Siniora, qu’il juge anticonstitutionnel et prépare un autre projet de budget. Il quitte son poste avec la démission du gouvernement Karamé, le 28 février 2005, face aux manifestations populaires ayant suivi l’assassinat de Rafiq Hariri.
Elias Saba publie souvent des articles économiques et politiques critiquant la majorité anti-syrienne au pouvoir. Il intègre en 2006 le Rassemblement national, un regroupement de figures nationales dirigé par Omar Karamé.